# 张启发
张启发（1954年1月23日—），男，汉族，湖北公安人，中國農作物遺傳學專家、分子生物学家，华中农业大学教授、作物遗传改良国家重点实验室主任，中国科学技术协会原副主席。

## 生平
1964年就读于荆州中学。1976年毕业于华中农学院。1985年获美国加利福尼亚大学戴维斯分校博士学位。2001年6月，中国科学技术协会第六次全国代表大会召开，并选举其出任第六届全国委员会副主席。2006年5月，中国科学技术协会第七次全国代表大会召开，选举产生第七届委员会，他当选为副主席。

## 荣誉
张启发教授是中国教育部“长江学者奖励计划”首批特聘教授，国家重点基础研究发展规划“973”项目的首席科学家，第三世界科学院院士。1999年当选为中国科学院生物学部院士。2007年当选美国国家科学院院士。

## 社会兼职
美国McKnight基金会作物科学国际合作计划专家委员会委员，美国 Rockefeller基金会水稻生物技术国际合作计划科学顾问委员会委员，亚洲水稻生物技术合作网络指导委员会主席。

## 学术贡献
张启发院士从事农业教学科研工作26年来，主持承担了“863”计划、国家自然科学基金、农业部、教育部、中国水稻基因组研究计划、美国洛克菲勒基金会水稻生物技术项目等二十余项重大（点）研究项目。其研究成果“华恢1号”“Bt汕优63”稻种由于使用转基因技术而引发争议。
在学术刊物上发表论文90余篇，其中70篇发表在SCI收录杂志上；在学术会议上发表论文70余篇，在重要国际学术会议上作大会报告和特邀报告15次；发表论文在SCI收录杂志上被引用500余次。